# 영광 내산서원
내산서원(內山書院)은 대한민국 전라남도 영광군 불갑면에 있는 조선시대의 서원이다. 1977년 10월 20일 전라남도의 기념물 제28호로 지정되었다.

## 개요
조선 중기 문신인 강항(1567∼1618)을 추모하기 위해 인조 때 세운 서원이다.
강항은 공조좌랑과 형조좌랑에 있던 중 정유재란이 일어나자 의병을 모아 활동하다가 왜적의 포로가 되어 일본으로 압송되었다. 일본에 있으면서 그 나라의 역사, 지리 등을 알아내어 고국으로 보내기도 하면서 일본에는 성리학을 전하였다. 선조 33년(1600) 귀국한 후 벼슬을 사양하고 독서와 후진양성에만 전념하였다.
이 서원은 인조 13년(1635)에 나라에서 ‘용계사’라는 이름을 내려주었고 숙종 28년(1702)에 고쳐 세웠다. 일제시대 때에도 고쳐 지었는데 그 뒤로도 여러 차례 보수를 거쳐 오늘에 이르고 있다.
앞쪽에 교육 공간을 마련하였고 뒤쪽에 제사 공간을 마련한 전학후묘의 배치이다. 교육 공간인 강당은 중앙에 마루를 두고 양 옆으로 온돌방을 배치하였다. 뒤에 있는 내삼문을 지나면 강항의 위패를 모신 작은 규모의 사당이 있다. 왼쪽 산기슭에는 강항의 묘소가 있다.

## 강감회요 목판
『강감회요』는 조선 중기의 문신이자 정유재란 때의 의병장인 수은 강항(姜沆,1567∼1618)이 중국의 역사서인『자치통감』과『통감강목』을 보완, 정리한 것이다. 숙종 28년(1702)에 새긴 것으로, 목판은 총 642매이다. 연대가 오래 되고 인쇄본은 국립중앙도서관에서 보관하고 있는 1권 뿐으로, 그 가치가 크다. 강감회요 목판은 현재 전남 영광군 소재 내산서원에서 소장하고 있다. 1999년 7월 5일 전라남도의 유형문화재 제213호로 지정되었다.

## 건거록(간양록) 등 문적
영광의 내산서원에 소장된 필사본 『건거록(巾車錄)[看羊錄]』, 『강감회요(綱鑑會要)』, 『운제록(雲堤錄)』 3종과 『문선주(文選註)』와 『잡지(雜誌)』 2종 등 5종 10책으로 조선 시대 영광출신의 성리학자 수은 강항(睡隱 姜沆, 1567-1618)의 저술이다. 이 필사본은 임진과 정유의 양난을 몸소 체험한 수은 강항의 생생한 기록이 담겨 있어 사료적 가치가 매우 높다. 그리고 『건거록(巾車錄[看羊錄])』의 일부를 제외하고 모두 수은 강항이 친히 짓고 쓴 필사본으로 가치를 지니고 있다. 그리고 이 필사본 가운데 『강감회요』, 『운제록』, 『건거록((간양록)』 3종은 편찬 이후 문인과 후손들에 의해 목판본으로 간행되어, 이들 사이에 문헌전승의 양상을 파악할 수 있는 학술사와 출판사적 가치를 지니고 있다. 2008년 4월 11일 전라남도의 유형문화재 제288호로 지정되었다.

## 같이 보기
- 강항

## 참고 자료
- 영광내산서원 - 국가유산청 국가유산포털
- 내산서원(內山書院) - 한국서원연합회